# Oil and Natural Gas Corporation
Oil and Natural Gas Corporation Limited (ONGC) — крупнейшая индийская государственная нефтегазовая корпорация. Производит 70 % сырой нефти и половину природного газа Индии. Является крупнейшей коммерческой организацией в Индии. Была организована индийским правительством 14 августа 1956 года. 60,41 % акций корпорации контролируется государством.
ONGC участвует в разведке и последующей разработке месторождений углеводородов в 26 осадочных бассейнах в Индии. Удовлетворяет около 30 % потребности Индии в нефти. Владеет и управляет более чем 11 000 км трубопроводов в Индии.
В списке крупнейших компаний мира Forbes Global 2000 за 2022 год заняла 228-е место (156-е по размеру выручки, 178-е по чистой прибыли, 514-е по активам и 633-е по рыночной капитализации).

## История
В августе 1956 года была образована Комиссия по нефти и природному газу (Oil and Natural Gas Commission). Это произошло путём повышения статуса соответствующего управления до специальной комиссии, с большими полномочиями. В 1959 году эти полномочия были ещё больше расширены путём преобразования Комиссии в государственную организацию, учрежденную на основании особого постановления индийского парламента. Основными задачами ONGC, согласно этому акту, стали планирование, поддержка, организация и реализация программ разработки нефтяных ресурсов и производства и продажи нефти и нефтепродуктов.

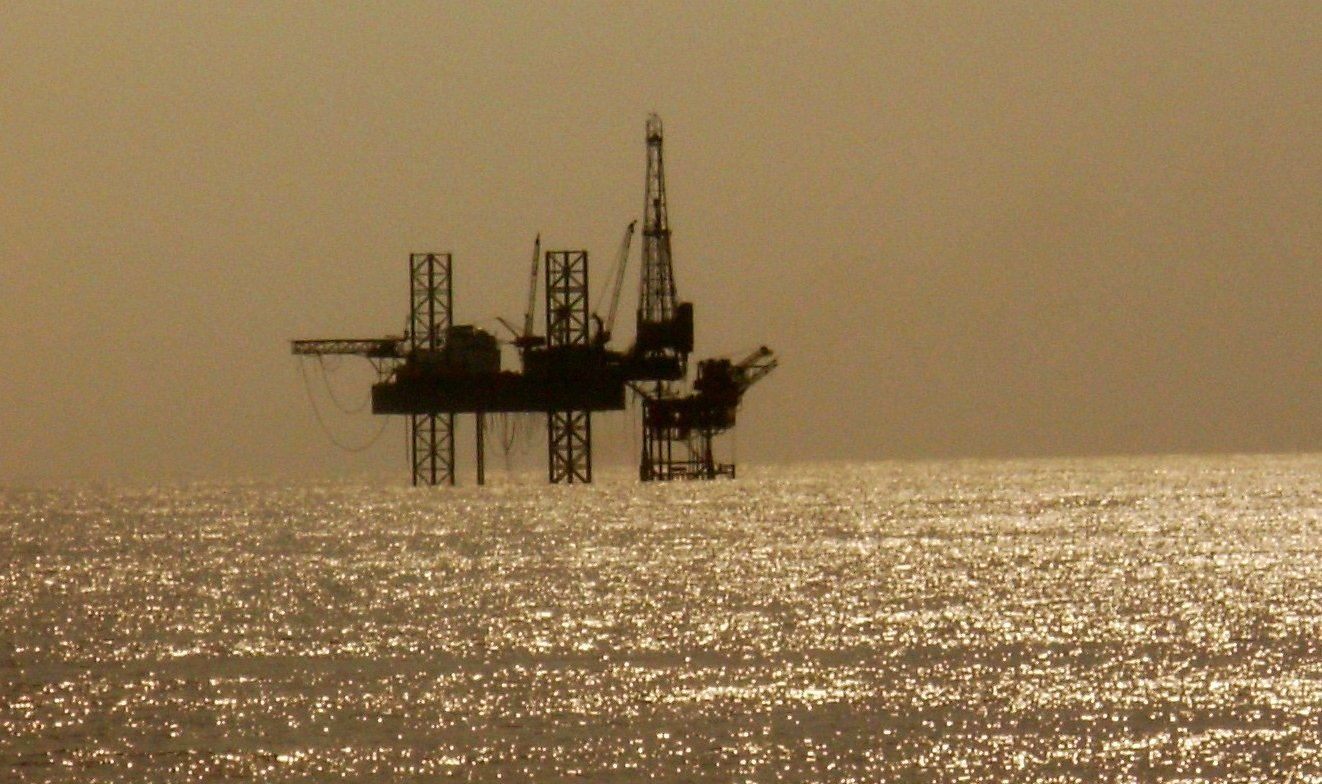
Нефтяная платформа месторождения Бомбей Хай в Аравийском море

Начиная с 1959 года ONGC обозначила своё присутствие в большинстве частей Индии, а также в других странах. Ею были открыты новые месторождения в Ассаме и новая нефтеносная провинция в Камбейском бассейне (Гуджарат). В 1974 году была получена первая нефть крупного офшорного месторождения Бомбей Хай, открытого ранее в сотрудничестве с советскими геологами, исследовавшими восток Аравийского моря с научного судна «Академик Архангельский». С этим открытием и с последующим разведыванием крупных нефтеносных площадей на западном побережье общие разведанные запасы углеводородов страны стали оцениваться в 5 млрд тонн. Наиболее важными достижениями компании стали её выход на самоокупаемость и постоянное направление средств в разведку новых месторождений и производственную деятельность на мировом конкурентном уровне.
В 1994 году Oil & Natural Gas Commission была реорганизована в Oil and Natural Gas Corporation, 2 % её акций были размещены на бирже, ещё 2 % акций были распределены среди работников ONGC. В марте 1999 года ONGC, IOC (Indian Oil Corporation) и Gas Authority of India Ltd. обменялись 10-процентными пакетами акций. Таким образом, доля государства в ONGC сократилась до 84,11 %.
В 2002—2003 годах ONGC получила контроль над нефтеперерабатывающей компанией Mangalore Refinery and Petrochemicals Limited (MRPL), прежде принадлежавшей Birla Group. ONGC также вышла на мировые рынки через свою дочернюю компанию ONGC Videsh Ltd. (OVL). ONGC произвела значительные инвестиции в месторождения во Вьетнаме, на Сахалине, в Судане и Бразилии
В 2009 году были достигнуты соглашения о разведке и добыче природного газа в Иране и России. В 2009 году за 2,9 млрд долларов была куплена Imperial Energy Corporation, базирующаяся в Томске (но зарегистрированная в Великобритании); позже эта сделка была подвергнута резкой критике, поскольку на запланированный уровень добычи компания так и не вышла. В сентябре 2012 года за 1 млрд долларов у Hess Corporation были куплены активы в Азербайджане. В 2014 году были куплены доли в проектах в Мозамбике, Мьянме и Бангладеш. В 2015 году была куплена 15-процентная доля компании «Ванкорнефть», в 2016 году доля была увеличена до 26 %.
В 2018 году был куплен контрольный пакет акций другой индийской нефтегазовой корпорации Hindustan Petroleum.

## Деятельность
Доказанные запасы углеводородов на март 2021 года составляли 870,44 млн тонн (6,38 млрд баррелей), из них 273,6 млн тонн в зарубежных проектах (более половины — в России: Сахалин-1 и Ванкор).
Уровень добычи углеводородов в 2020/21 финансовом году составлял 58,39 млн тонн (31,04 млн тонн нефти и 27,35 млрд м³ природного газа; 1,17 млн баррелей в день). Около четверти нефти и 17 % газа были добыты вне Индии. Зарубежная деятельность осуществляется дочерней компанией ONGC Videsh Ltd, имеющей участие в 35 проектах в 15 странах: Азербайджан (2 проекта), Бангладеш (2 проекта), Бразилия (2 проекта), Венесуэла (2 проекта), Вьетнам (2 проекта), Колумбия (7 проектов), Ирак (1 проект), Иран (1 проект), Ливия (1 проект), Мозамбик (1 проект), Мьянма (6 проектов), ОАЭ (1 проект), Россия (3 проекта), Южный Судан (2 проекта), Сирия (2 проекта).
В 2020/21 финансовом году на 2 НПЗ Hindustan Petroleum было переработано 16,42 млн тонн нефти (330 тыс. баррелей в день).
29 ноября 2024 года компания приобрела у Equinor 0,615% доли в проекте Азери — Чираг — Гюнешли. Дочерняя компания ONGC BTC приобрела у Equinor 0,737% доли в нефтепроводе Баку — Тбилиси — Джейхан. Сумма обеих сделок составила около 60 млн долл.